# Rómer Roca
Rómer Antonio Roca Cuéllar (Santa Cruz de la Sierra, 1º luglio 1966) è un ex calciatore boliviano, di ruolo difensore.

## Biografia
Nato da César Roca e Jovita Cuéllar, ha avuto due figli dal matrimonio con Alicia Bress.

## Caratteristiche tecniche
Difensore, il suo ruolo d'elezione era quello di laterale. Data la sua versatilità, fu in grado di giocare sporadicamente anche da centrocampista difensivo; il tratto saliente del suo stile di gioco era il frequente ricorso a lanci lunghi una volta riconquistato il possesso di palla, così da permettere la ripartenza della propria formazione.

## Carriera

### Club
Formatosi nell'Academia Tahuichi, venne messo sotto contratto dall'Oriente Petrolero nel 1985; debuttò nel calcio professionistico durante la Coppa Libertadores contro il Blooming, risultando il migliore in campo. Roca divenne presto titolare nella sua squadra, giocando con continuità e vincendo un campionato nazionale (1990) e giungendo per quattro volte al secondo posto. Nel 1996 fu ceduto al Guabirá; vi rimase per due stagioni. Dopo aver militato nel Destroyers e nel Real Potosí, scese per la prima volta di categoria nel 2000, firmando per l'Ingenieros de Beni, formazione di seconda serie. Tornò nella massima categoria nello stesso anno, chiudendo la carriera dopo quattro mesi passati al Real Santa Cruz.

### Nazionale
Nel 1982 fu convocato per la prima volta in una Nazionale boliviana: partecipò a un torneo con l'Under-17. Partecipò poi al Campionato sudamericano di calcio Under-20 1985, risaltando per la qualità delle sue prestazioni. Il 14 giugno 1987 fece il suo esordio in Nazionale maggiore. Nel 1987 venne incluso nella lista per la Copa América; durante il torneo non scese mai in campo, chiuso com'era da Ávila, Vera e Coimbra. Dopo aver giocato alcuni incontri delle qualificazioni al campionato mondiale di calcio 1990, fu convocato per la Copa América 1989. Esordì il 4 luglio a Goiânia contro l'Uruguay, scendendo in campo come terzino destro; venne espulso al 26º minuto. L'espulsione gli precluse la partecipazione alle due gare centrali del girone, contro Ecuador e Cile; tornò nell'undici titolare contro l'Argentina in occasione dell'ultima partita della fase preliminare.

## Palmarès

### Club

#### Competizioni nazionali
- Campionato boliviano: 1

Oriente Petrolero: 1990